# Nianeguela
Nianeguela ou Niagneguela é uma vila da comuna rural de Curuma, na circunscrição de Sicasso e região de Sicasso do sul do Mali.

## História
Em 1857, após derrotar os habitantes Surunto ou Sugunto em Gana, o fama Daulá Traoré (r. 1845–1860) seguiu em direção a Nianeguela, cujos habitantes não resistem e entregam muitos presentes.